# Keyvan Andres Soori
Keyvan Andres Soori (Keulen, 8 maart 2000) is een Duits-Iraans autocoureur.

## Carrière

### Karting
Soori begon zijn autosportcarrière in het karting in 2011. Hij reed in verschillende kampioenschappen in Frankrijk en Duitsland, alvorens in 2013 over te stappen naar wereldkampioenschappen. Dat jaar verhuisde hij ook naar de Verenigde Staten voor het vervolg van zijn carrière.

### Amerikaanse formulewagens
In 2013 maakte Soori de overstap naar het formuleracing, waarbij hij zijn debuut maakte in de Skip Barber Formule 2000. Met één overwinning op Road Atlanta eindigde hij het seizoen op de elfde plaats. In de winter van 2013 op 2014 won hij de Skip Barber Winter Series met zeven overwinningen uit veertien races.
Door zijn successen kon Soori in 2014 de overstap maken naar de U.S. F2000, waarin hij uitkwam voor het team Cape Motorsports with Wayne Taylor Racing. Met een zesde plaats op de Indianapolis Motor Speedway als beste resultaat eindigde hij op de zestiende plaats in het kampioenschap met 114 punten.
In 2015 maakte Soori binnen de U.S. F2000 de overstap naar het team ArmsUp Motorsports. Met twee zesde plaatsen op het NOLA Motorsports Park en op Laguna Seca als beste resultaten verbeterde hij zich naar de elfde plaats in de eindstand met 177 punten. Hiernaast reed hij in zeven van de vijftien races van het Atlantic Championship voor het team K-Hill Motorsports. Hij won vijf van deze races en behaalde verder één tweede en één zesde plaats, waardoor hij als vijfde in het kampioenschap eindigde met 331 punten.

### Formule 3
In 2016 keerde Soori terug naar Europa om zijn Formule 3-debuut te maken in de Euroformula Open voor het team Carlin. Met een vijfde plaats tijdens het laatste raceweekend op het Circuit de Barcelona-Catalunya als beste resultaat werd hij twaalfde in het eindklassement met 42 punten.
Aan het begin van 2017 nam Soori deel aan de Nieuw-Zeelandse Toyota Racing Series voor het team Giles Motorsport. Met twee achtste plaatsen op Teretonga Park en het Circuit Chris Amon als beste resultaten werd hij dertiende in de eindstand met 413 punten. Aansluitend keerde hij terug naar Europa om dat jaar zijn debuut te maken in het Europees Formule 3-kampioenschap voor het team Motopark. Hij kende een moeilijk debuutseizoen waarin hij geen punten scoorde en een viertal twaalfde plaatsen zijn beste klasseringen waren. Zodoende eindigde hij op de 21e plaats in het kampioenschap als de enige coureur die alle races reed en geen punten scoorde.
In 2018 bleef Soori rijden in de Europese Formule 3, maar stapte hij over naar het team Van Amersfoort Racing. In de eerste race op de Norisring behaalde hij zijn eerste punt in het kampioenschap en in de tweede race in dat weekend behaalde hij direct zijn eerste podiumplaats. Met 18 punten werd hij achttiende in de eindstand. Aansluitend nam hij deel aan de Grand Prix van Macau, waar hij zich als twintigste kwalificeerde, maar in de openingsronde uitviel door een ongeluk waar meerdere auto's bij betrokken waren.
In 2019 werd de Europese Formule 3 vervangen door het nieuwe FIA Formule 3-kampioenschap, waarin Soori deelnam voor het team HWA Racelab.